# Opvaart (kanaal)
Een opvaart is een kanaal dat min of meer haaks op een ander kanaal staat. De benaming komt vooral voor in Groningen en Friesland. Een opvaart wordt ook wel schipsloot, schipvaart of brandsloot genoemd. Deze namen komen ook buiten de twee noordelijke provincies voor.
Opvaarten zijn vooral aangelegd om de vruchtbare wierdegrond of turf te kunnen vervoeren.
De naam brandsloot verwijst naar de andere reden om zo'n water aan te leggen: de beschikking hebben over voldoende bluswater in geval van brand.
Veel van dit soort zijtakken hebben hun functie verloren en zijn nu gedempt.

## Enkele opvaarten
- de Cambuurster opvaart in Leeuwarden
- de Aegumer opvaart (Eagumer opvaart) bij Aegum
- de Lekkumer opvaart bij Lekkum
- de Mantgummer opvaart bij Mantgum
- de Miedumer opvaart bij Miedum
- de Offingawierster opvaart bij Sneek
- de Oost Indische opvaart in Berlikum
- het Opdiep te Scheemda
- de Opvaart bij Sexbierum
- de Schipsloot van de Tjonger naar Wolvega
- de voormalige schipsloten naar Slochteren, Schildwolde, Hellum en Siddeburen
- de Eelderschipsloot op het Hoornsediep bij Eelde
- de Roderwolder Schipsloot en de Peizer Schipsloot, beide op het Peizerdiep
- de Woltersumer Schipsloot of Lustigemaar